# Pole Position (émission de télévision)
Pour les articles homonymes, voir Pole position (homonymie).
Pole Position est une émission de télévision italienne sur la Formule 1 diffusée sur la chaîne généraliste Rai 1. Elle a été créée en 1997 par Eugenio De Paoli (it), à la suite de l'acquisition par la chaîne italienne des droits de retransmission du championnat du monde de Formule 1.
Pole Position est l'émission qui entoure la diffusion des Grand Prix de Formule 1. L'émission d'avant-course revient sur les différents essais qualificatifs, la pole position et le tracé de la course du jour, et est ponctuée d'interviews de pilotes et de personnalités du monde de la Formule 1.
L'émission, lorsque les Grands Prix sont diffusés en Europe, démarre généralement à 13 heures 10 et est interrompue à 13 heures 30 par une version raccourcie du journal télévisé national, le TG1.
De 1998 à 2001, l'émission a été présentée par le journaliste sportif Gianfranco De Laurentis (it) accompagné, à partir de 2000, de Luana Ravegnini (it). L'émission a ensuite été présentée de 2002 à 2003 par Amedeo Goria (it) et Paola Ferrari (it) puis par Federica Balestrieri (it) de 2004 à 2009. Depuis 2010, Fabiano Vandone et Roberto Boccafogli en assurent l'animation avec, dans les paddocks, Franco Bortuzzo.

## Sources
- (it) Cet article est partiellement ou en totalité issu de l’article de Wikipédia en italien intitulé « Pole Position (programma televisivo) » (voir la liste des auteurs).